# Concilio de Roma (1302)
El año 1302 fue convocado un concilio en Roma por Bonifacio VIII. 
Este Papa hizo en él mucho ruido y rompió en amenazas contra el Rey Felipe el Hermoso pero sin llegar a la ejecución. Solo se mira como obra de este Concilio la famosa decretal: Unam Sanctam. Dice el Papa en esta Bula:
Sabemos que en la Iglesia y bajo su poder hay dos espadas la espiritual y la temporal pero la una debe emplearse para la Iglesia y por mano del Pontífice y la otra para la Iglesia y por mano de los Reyes según el orden y el permiso del Pontífice. Luego es necesario que una espada esté sujeta a la otra, esto es, la Potencia temporal a la espiritual, porque de otro modo no estarían ordenadas y lo deben estar, según el Apóstol, etc.
Se debe distinguir con cuidado en esta Bula el expuesto y la decisión, según reflexiona Mr. de Fleuri. Todo el expuesto aspira a probar que la Potencia temporal está sujeta a la espiritual y que el Papa tiene derecho a instituir, corregir y deponer los Soberanos. Sin embargo, Bonifacio aunque era tan resuelto, no se atrevió a sacar esta consecuencia que naturalmente se seguía de sus principios y se contentó con decidir en general que todo hombre está sujeto al Papa, verdad de que ningún católico duda con tal que se restrinja la proposición a la Potencia espiritual. El Papa Inocencio III confesaba formalmente cien años antes que el Rey de Francia no reconocía superior en lo temporal. Esta Bula Unam Sanctam, añade Mr. de Fleuri, no causa ningún perjuicio al Rey o al Reino de Francia y así lo declara otra Bula del Papa Clemente V de primero de febrero de 1309, ni hace a los Franceses más sujetos a la Iglesia Romana de lo que lo eran antes.